# روكاجورجا
روكاجورجا هي محافظة (بلدية) في مقاطعة لاتينا في منطقة لاتسيو الإيطالية، وتقع على بعد حوالي 70 كيلومتر (43 ميل) جنوب شرق روما وحوالي 20 كيلومتر (12 ميل) شمال شرق لاتينا.
تقع «روكاجورجا» على حدود المحافظات التالية: Carpineto Romano ،Maenza ،Priverno ،Sezze.

## المنطقة الجغرافية
تضاريسها غالبًا جبلية مع تربة غنية بالكالسيوم، وهذا يساعد على توفير إمدادات المياه على مدار السنة للمنطقة. اما المناخ متوسط، حار، وجاف صيفًا ومعتدل رطب شتاءًا. ويركز أهل المنطقة على زراعة الزيتون، وهذا ما يفضله مناخ البحر الأبيض المتوسط والتربة الجيرية والتعرض الجنوبي لسفوح التلال.

## تاريخ
تقع «روكاجورجا» على جبل "Monte Nero"، وهو تل في جبال "Lepini" الجنوبية. وتعود أصولها إلى أعقاب تدمير "Privernum" في عام 796 بعد الميلاد، وعلى الرغم من أنها لم تبدأ في التطور حتى العصور الوسطى في القمة الثانية لجورجا، في زمان القلعة القديمة. وتم تسميته على اسم المربية «جورجا» التي تعرف وفقًا للأسطورة، انها استقرت في "Monte Nero" مع لاجئي "Privernati."

## مذبحة روكاجورجا

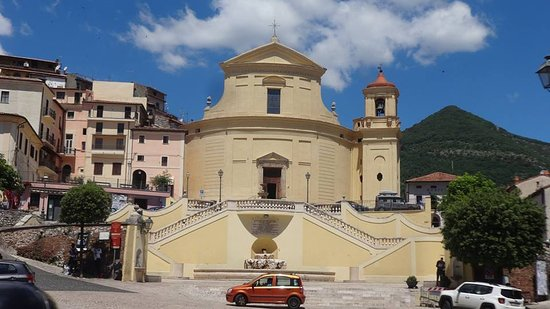
كنيسة سانتي ليوناردو إي إيراسمو المطلة على ساحة بيازا السادس جينايو

في 6 يناير 1913، نظمت جمعية سافوي الزراعية مظاهرة من قبل السكان الفقراء في المدينة للاحتجاج على نظام الضرائب المحلي وعدم كفاية حالة الصرف الصحي. المظاهرة الأصلية الالى في ساحة فيتوريو إيمانويل، عند الميدان الرئيسي في القرية مرت دون حوادث. ومع ذلك، عندما ذهبت مجموعة من المشاركين، بما في ذلك عدد من النساء إلى مكاتب الجمعية للحصول على الالوان الثلاثة الايطالية، فإن Carabinieri استهجن. وعندما تقدموا لمصادرة العلم من المرأة التي تحمله، جاء المتظاهرون لمساعدتها. واندلعت المشاجرات وبدأ بعض المتظاهرين يرشقون الحجارة. فبدأ الجيش بإطلاق النار وقتلوا 7 من سكان روكاجورجا، بالإضافة إلى 23 مصاب. ثم أعلن رئيس الوزراء، «جيوفاني جيوليتي»، أن التمرد كان خطيرًا لدرجة أن هناك حاجة إلى اعتقالات واسعة النطاق. ولهذا كتب «بينيتو موسوليني» محرر أفانتي، للصحيفة اليسارية للحزب الاشتراكي الإيطالي مقالاً بعنوان «اغتيال الدولة» ليندد فيه القمع. واستمر في شن حملة صحفية ضد الحكومة، ولكن بعد ذلك تم اعتقاله وحوكم بتهمة استفزاز الجنود للعصيان وإهانة الجيش. ومع ذلك، برأته هيئة المحلفين. وتم تغيير اسم الساحة لاحقًا إلى "Piazza VI Gennaio" (ساحة 6 يناير) للاحتفال بالحدث.

## المعالم السياحية الرئيسية
- صومعة القديس ايراسموس.
- المتحف العرقي لجبال ليبيني.
- كنيسة القديس ليونارد والقديس إيراسموس.
- القصر الباروني.

## روابط خارجية
- الموقع الرسمي نسخة محفوظة 4 يناير 2012 على موقع واي باك مشين.